# Assicurasi vergine
Assicurasi vergine è un film del 1967 diretto da Giorgio Bianchi.
La pellicola, penultima regia di Bianchi distribuita postuma il 3 aprile 1967, è stata girata nella provincia di Ragusa e a Noto.

## Trama
Lucia Impallomeni, una bella ragazza, è il motivo di una polizza assicurativa tra don Saro, suo padre, e don Pippo, il signorotto locale del paese siciliano in cui vive la famiglia di Lucia.
Don Saro, oppresso da un grosso debito stipulato con don Pippo, non potendo più offrire garanzie circa la restituzione dei soldi, promette la mano di Lucia a Lorenzino Conozza, figlio di don Pippo, che accetta, concedendo in più un premio in denaro nei confronti della famiglia della ragazza, ma a patto che la ragazza conservi la sua purezza fino al giorno del matrimonio, pena la rottura della polizza con la restituzione di Lucia.
Lucia e suo padre però non vogliono acconsentire a questo matrimonio, infatti la ragazza è già innamorata di Gaetano detto "Tanino", un coetaneo che ricambia il suo affetto; don Saro infatti conta sulla reazione del ragazzo poiché presume che, vedendosi portar via la donna amata, lui la rapisca allo scopo di comprometterne l'illibatezza.
Gaetano però si rifiuta di usare questo sotterfugio per poter coronare il suo sogno di matrimonio con Lucia, di conseguenza il tempo trascorre fino al giorno del matrimonio con Lorenzino; durante la cerimonia però Lucia dichiara apertamente a tutti la sua ferma opposizione a sposarsi con il figlio di don Pippo, abbandonando Lorenzino sull'altare e confessandogli di non averlo mai amato.
Anche se l'azione di Lucia non ha avuto il beneficio economico sperato e seppur in condizioni più modeste, i due ragazzi alla fine si ricongiungono nel loro amore, liberi finalmente di coronare il loro sogno di matrimonio.

## Accoglienza

### Critica
«Commedia boccaccesca di inganni nel consueto Sud da barzelletta» 

## Curiosità
Il film segna la penultima interpretazione dell'attrice siciliana Daniela Rocca, che a partire da quell'anno interruppe la carriera artistica, salvo tornare a recitare per l'ultima volta nel 1977 nel documentario La macchina cinema, prima di ritirarsi definitivamente dalle scene.